# Jakub Krč
Jakub Krč (* 2. září 1997) je slovenský fotbalový záložník, od ledna 2014 působící v A-týmu FK Senica. Je bývalým mládežnickým reprezentantem Slovenska.

## Klubová kariéra
Svoji fotbalovou kariéru začal v klubu FK Senica, kde prošel všemi mládežnickými kategoriemi.

### FK Senica
Před jarní části sezony 2013/14 se propracoval do prvního mužstva. 21. února 2014 vyhrál anketu o nejlepšího sportovce města roku 2013 v kolektivní kategorii mladší dorostenci U17. 25. února 2015 vyhrál za podzim 2014 anketu o nejlepšího sportovce města roku 2014 v kolektivní kategorii U19. Ve slovenské nejvyšší soutěži debutoval pod trenérem Eduardem Pagáčem v ligovém utkání 25. kola hraném 10. dubna 2015 proti MŠK Žilina (prohra 1:2), když v 64. minutě vystřídal Pavla Čermáka.

## Klubové statistiky
Aktuální k 11. srpnu 2016
| Sezona  | Klub      | Soutěž       | Zápasy | Góly |
| ------- | --------- | ------------ | ------ | ---- |
| 2013/14 | FK Senica | Corgoň liga  | 0      | 0    |
| 2014/15 | FK Senica | Fortuna liga | 6      | 0    |
| 2015/16 | FK Senica | Fortuna liga | 10     | 0    |

## Reprezentační kariéra
Je bývalým slovenským mládežnickým reprezentantem. Nastupoval za výběry U17, U18, U19.